# Chełchy (Ełk)

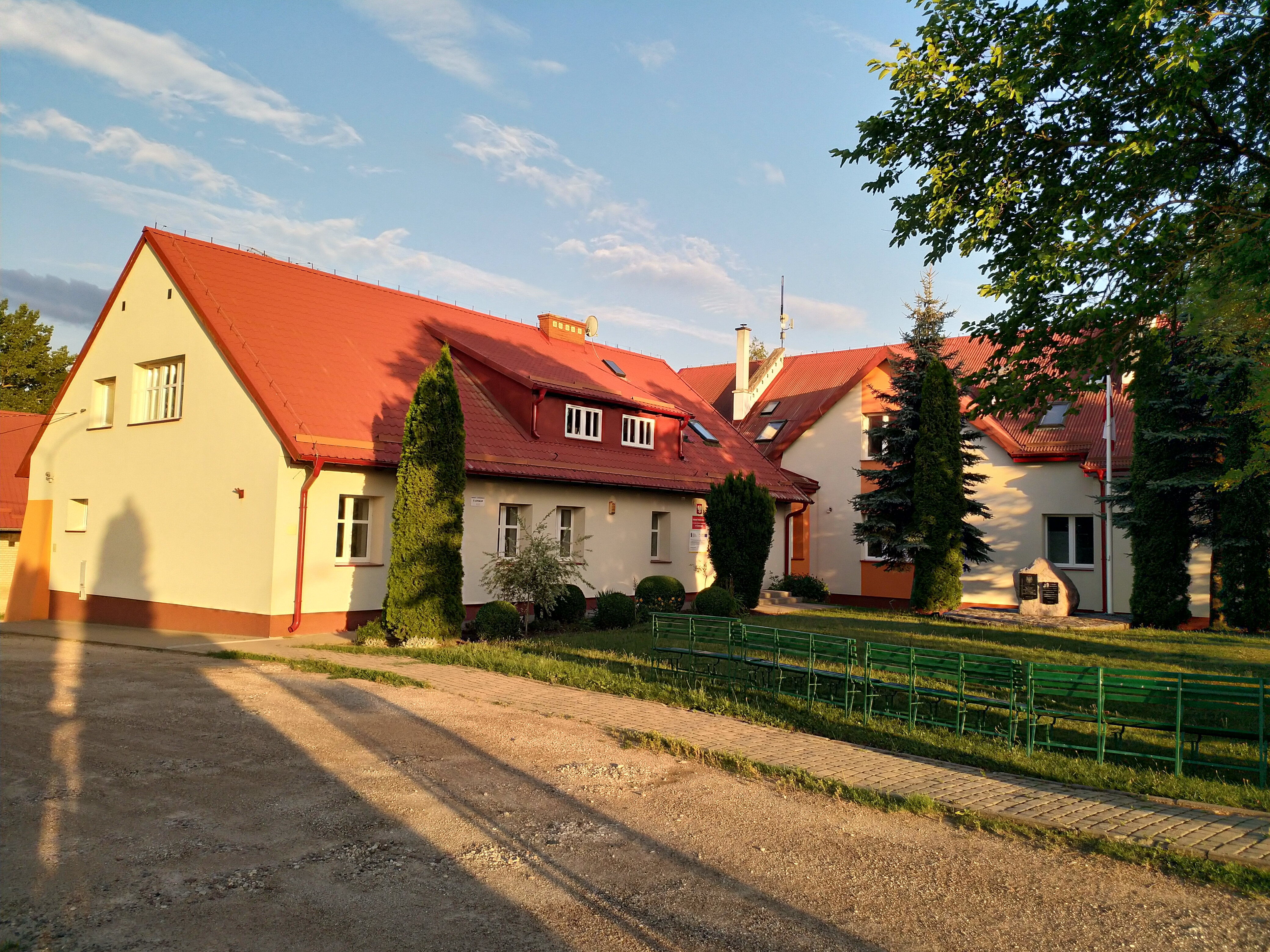
Die Schule in Chełchy (2024)

Chełchy (deutsch Chelchen, 1938–1945 Kelchendorf) ist ein Dorf in der polnischen Woiwodschaft Ermland-Masuren, das zur Gmina Ełk (Landgemeinde Lyck) im Powiat Ełcki (Kreis Lyck) gehört.

## Geographische Lage
Chełchy liegt am Flüsschen Lega im Osten der Woiwodschaft Ermland-Masuren, zehn Kilometer nordöstlich der Kreisstadt Ełk (Lyck).

## Geschichte
Gegründet wurde Chelchen im Jahre 1431. Zwischen 1874 und 1945 war das Dorf in den Amtsbezirk Soffen (polnisch Krokocie) eingegliedert, der zum Kreis Lyck im Regierungsbezirk Gumbinnen (ab 1905 Regierungsbezirk Allenstein) in der preußischen Provinz Ostpreußen gehörte.
Chelchen verzeichnete im Jahr 1910 insgesamt 262 Einwohner. Ihre Zahl stieg bis 1925 auf 278, betrug 1933 noch 269 und belief sich 1939 auf 275.
Aufgrund der Bestimmungen des Versailler Vertrags stimmte die Bevölkerung im Abstimmungsgebiet Allenstein, zu dem Chelchen gehörte, am 11. Juli 1920 über die weitere staatliche Zugehörigkeit zu Ostpreußen (und damit zu Deutschland) oder den Anschluss an Polen ab. In Chelchen stimmten 180 Einwohner für den Verbleib bei Ostpreußen, auf Polen entfielen keine Stimmen.
Am 18. August 1938 wurde Chelchen aus politisch-ideologischen Gründen der Abwehr fremdländisch klingender Ortsnamen in Kelchendorf umbenannt.
In Kriegsfolge kam das Dorf 1945 mit dem gesamten südlichen Ostpreußen zu Polen und erhielt die polnische Namensform Chełchy. Es ist heute Sitz eines Schulzenamtes (polnisch Sołectwo) und als solches eine Ortschaft innerhalb der Gmina Ełk (Landgemeinde Lyck) im Powiat Ełcki (Kreis Lyck), bis 1998 der Woiwodschaft Suwałki, seither der Woiwodschaft Ermland-Masuren zugeordnet.

## Religionen
Bis 1945 war Chelchen in die evangelische Pfarrkirche Lyck in der Kirchenprovinz Ostpreußen der Evangelischen Kirche der Altpreußischen Union sowie in die römisch-katholische Kirche St. Adalbert Lyck im Bistum Ermland eingepfarrt.
Heute halten sich die evangelischen Einwohner von Chełchy zur Kirchengemeinde in der Stadt Ełk, einer Filialgemeinde der Pfarrei in  Pisz (deutsch Johannisburg) in der Diözese Masuren der Evangelisch-Augsburgischen Kirche in Polen. Für die Katholiken besteht in Chełchy jetzt eine eigene Pfarrei mit dazugehöriger Pfarrkirche, die 1991 errichtet wurde. Sie trägt den Namen Kościół Św. Brata Alberta Chmielewskiego (deutsch Kirche des Hl. Bruders Albert Chmielowski) und gehört zum Dekanat Ełk – Miłosierdzia Bożego im Bistum Ełk der Römisch-katholischen Kirche in Polen. Zur Pfarrei gehört auch die Filialkirche in Sędki (Sentken).

## Verkehr
Chełchy ist von der polnischen Landesstraße 16 aus über Sędki (Sentken) erreichbar. Außerdem verläuft eine Nebenstraße von Kijewo (Kiöwen) nach Przykopka (Przykopken, 1926–1945 Birkenwalde) durch den Ort.
Seit 1879 war der Ort Bahnstation an der Lyck–Insterburg (polnisch Ełk–Tschernjachowsk), die nach 1945 nur noch auf polnischem Staatsgebiet und 2018 zwischen Ełk und Olecko (Marggrabowa (Oletzko), 1928–1945 Treuburg) im Güterverkehr genutzt wurde.